# عزلة الزعلاء (إب)

تعديل مصدري - تعديل

عزلة الزعلاء هي إحدى عزل مديرية السدة في محافظة إب اليمنية ويبلغ تعداد سكانها 5727 نسمة حسب التعداد السكاني في اليمن لعام 2004.

## روابط خارجية
- الجهاز المركزي للإحصاء بالجمهورية اليمنية
- المركز الوطني للمعلومات باليمن
- الدليل الشامل